# Erradicação da poliomielite

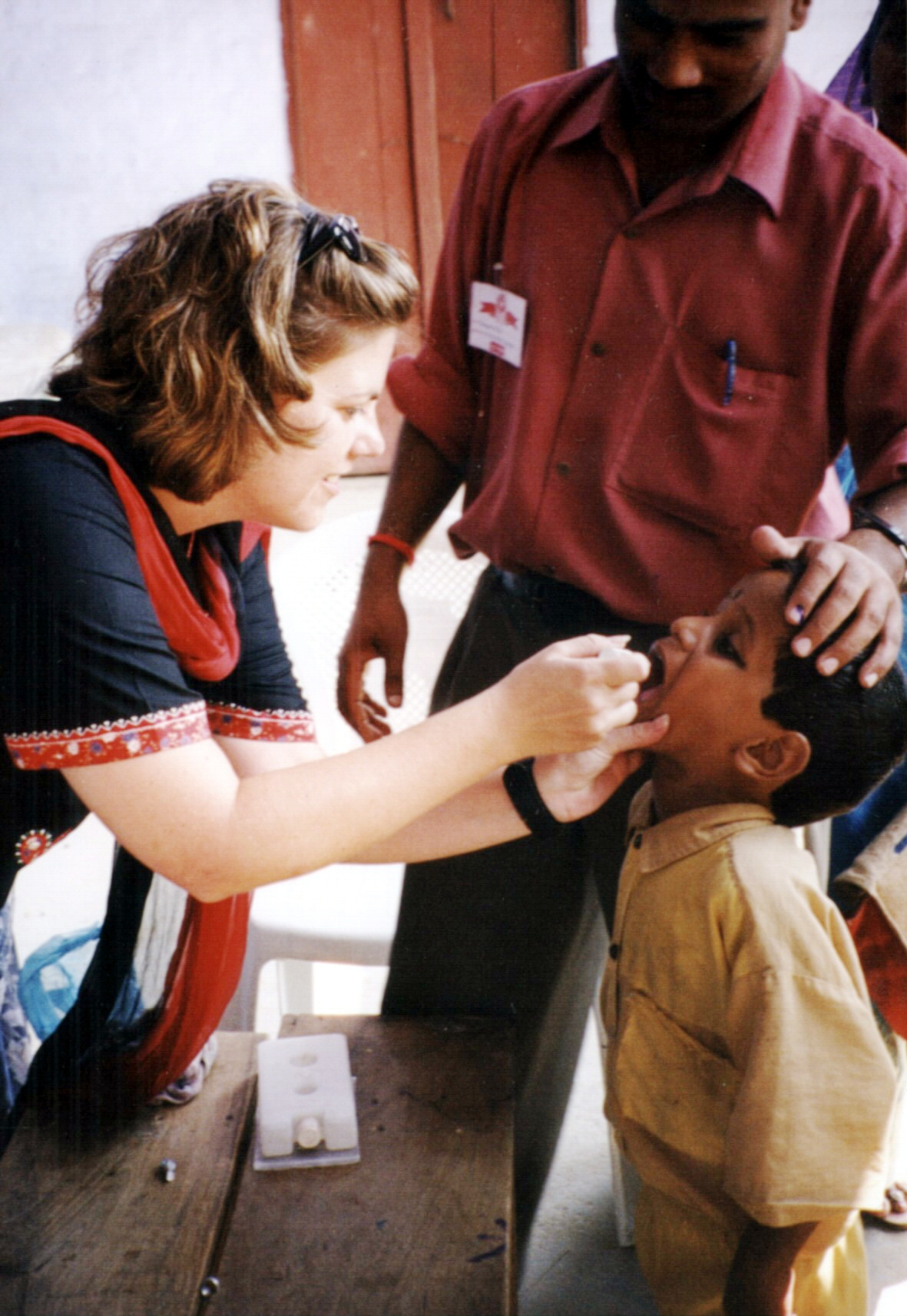
Uma criança recebe a vacina oral contra poliomielite durante uma campanha de imunização em 2002 na Índia.

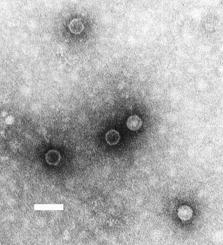
Poliovírus

A erradicação da poliomielite, que busca a cessação permanente e global da circulação do poliovírus e, consequentemente, a eliminação da poliomielite (pólio) por ele causada, é o objetivo de um esforço multinacional de saúde pública iniciado em 1988, liderado pela Organização Mundial da Saúde (OMS), pelo Fundo das Nações Unidas para a Infância (UNICEF) e pela Rotary Foundation. Essas organizações, junto aos Centros de Controle e Prevenção de Doenças (CDC) dos Estados Unidos e à Fundação Gates, lideram a campanha por meio da Iniciativa Global de Erradicação da Poliomielite [en] (GPEI). A erradicação de doenças infecciosas bem-sucedida já foi alcançada duas vezes anteriormente, com a varíola em humanos e a peste bovina em ruminantes.
A prevenção da propagação da doença é realizada por meio da vacinação. Existem dois tipos de vacina contra poliomielite — a vacina oral contra poliomielite (VOP), que utiliza poliovírus enfraquecido, e a vacina inativada contra poliomielite (VIP), administrada por injeção. A VOP é mais barata e fácil de administrar, podendo conferir imunidade além da pessoa vacinada, criando imunidade de contato. Por isso, tem sido a vacina predominantemente utilizada. No entanto, em condições de circulação prolongada do vírus vacinal em populações subvacinadas, mutações podem reativar o vírus, gerando uma cepa capaz de induzir poliomielite. Além disso, em raras circunstâncias, a VOP pode causar poliomielite ou infecção assintomática persistente em indivíduos vacinados, especialmente os imunodeficientes. Já a VIP, por ser inativada, não apresenta esses riscos, mas também não induz imunidade de contato. Seu custo é mais elevado, e a logística de entrega é mais complexa.
A Nigéria é o país mais recente a interromper oficialmente a transmissão endêmica do poliovírus selvagem, com seu último caso relatado em 2016. Das três cepas do poliovírus selvagem (PVS), o último caso registrado da tipo 2 (PVS2) ocorreu em 1999, sendo declarado erradicado em 2015. A cepa tipo 3 (PVS3) causou seu último caso conhecido em 2012 e foi declarada erradicada em 2019. Desde então, todos os casos de vírus selvagem foram causados pela cepa tipo 1 (PVS1).
Em agosto de 2024, Afeganistão e Paquistão são os únicos países onde a doença ainda é classificada como endêmica. Os casos recentes de poliomielite têm duas origens: o poliovírus "selvagem" (PVS) original e as cepas mutadas derivadas da vacina oral, conhecidas como poliovírus vacinal circulante (cVDPV) ou poliovírus variante, que são muito mais prevalentes. Vacinas contra cada uma das três cepas selvagens de pólio geraram cepas de cVDPV, sendo a cVDPV2 a mais proeminente. Em 2023, a cVDPV causou 524 casos confirmados de poliomielite paralítica em todo o mundo e foi detectada em 32 países.

## Fatores que influenciam a erradicação da poliomielite
A erradicação da poliomielite foi definida de várias formas:
1. Como a eliminação da ocorrência de poliomielite mesmo na ausência de intervenção humana;[9]
2. Como a extinção do poliovírus, de modo que o agente infeccioso não exista mais na natureza ou em laboratórios;[10]
3. Como o controle de uma infecção ao ponto em que a transmissão da doença cesse em uma área específica;[9]
4. Como a redução da incidência mundial de poliomielite a zero como resultado de esforços deliberados, não exigindo mais medidas de controle.[11]

Teoricamente, com as ferramentas certas, seria possível erradicar todas as doenças infecciosas que têm apenas humanos como hospedeiros. Na prática, características biológicas dos organismos e fatores técnicos relacionados ao seu manejo tornam a possibilidade de erradicação mais ou menos viável. Três indicadores são considerados fundamentais para determinar a probabilidade de sucesso na erradicação: a existência de ferramentas de intervenção eficazes para interromper a transmissão do agente, como uma vacina; a disponibilidade de ferramentas diagnósticas com suficiente sensibilidade e especificidade [en] para detectar infecções que possam levar à transmissão da doença; e a dependência do agente do ciclo de vida em humanos, sem outros vertebrados como reservatório natural e sem capacidade de amplificação no meio ambiente.

### Estratégia
O passo mais crucial na erradicação da poliomielite é a interrupção da transmissão endêmica do poliovírus. A interrupção da transmissão da pólio tem sido buscada por meio de uma combinação de imunização de rotina, campanhas de imunização suplementares e vigilância de possíveis surtos. Diversas estratégias-chave foram delineadas para deter a transmissão da poliomielite:
1. Alta cobertura de imunização infantil com quatro doses da vacina oral contra poliomielite (VOP) no primeiro ano de vida em países em desenvolvimento e endêmicos, além de imunização de rotina com VOP ou VIP em outros lugares;
2. Organização de "dias nacionais de imunização" para fornecer doses suplementares da vacina oral contra poliomielite a todas as crianças menores de cinco anos;
3. Vigilância ativa do poliovírus por meio de notificação e testes laboratoriais de todos os casos de paralisia flácida aguda. A paralisia flácida aguda (PFA) é uma manifestação clínica da poliomielite caracterizada por fraqueza ou paralisia e redução do tônus muscular sem causa óbvia (como trauma) em crianças menores de quinze anos. Outros agentes patogênicos, como enterovírus, echovírus e adenovírus, também podem causar PFA;[14]
4. Expansão da vigilância ambiental para detectar a presença de poliovírus em comunidades.[15] Amostras de esgoto são coletadas em locais regulares e aleatórios e testadas em laboratórios para verificar a presença de PVS ou cVDPV. Como a maioria das infecções por pólio é assintomática, a transmissão pode ocorrer mesmo sem casos de PFA relacionados à polio, e esse monitoramento ajuda a avaliar o grau de circulação do vírus em uma área;
5. Campanhas direcionadas de "limpeza" quando a transmissão do poliovírus é limitada a focos geográficos específicos.

### Vacinação

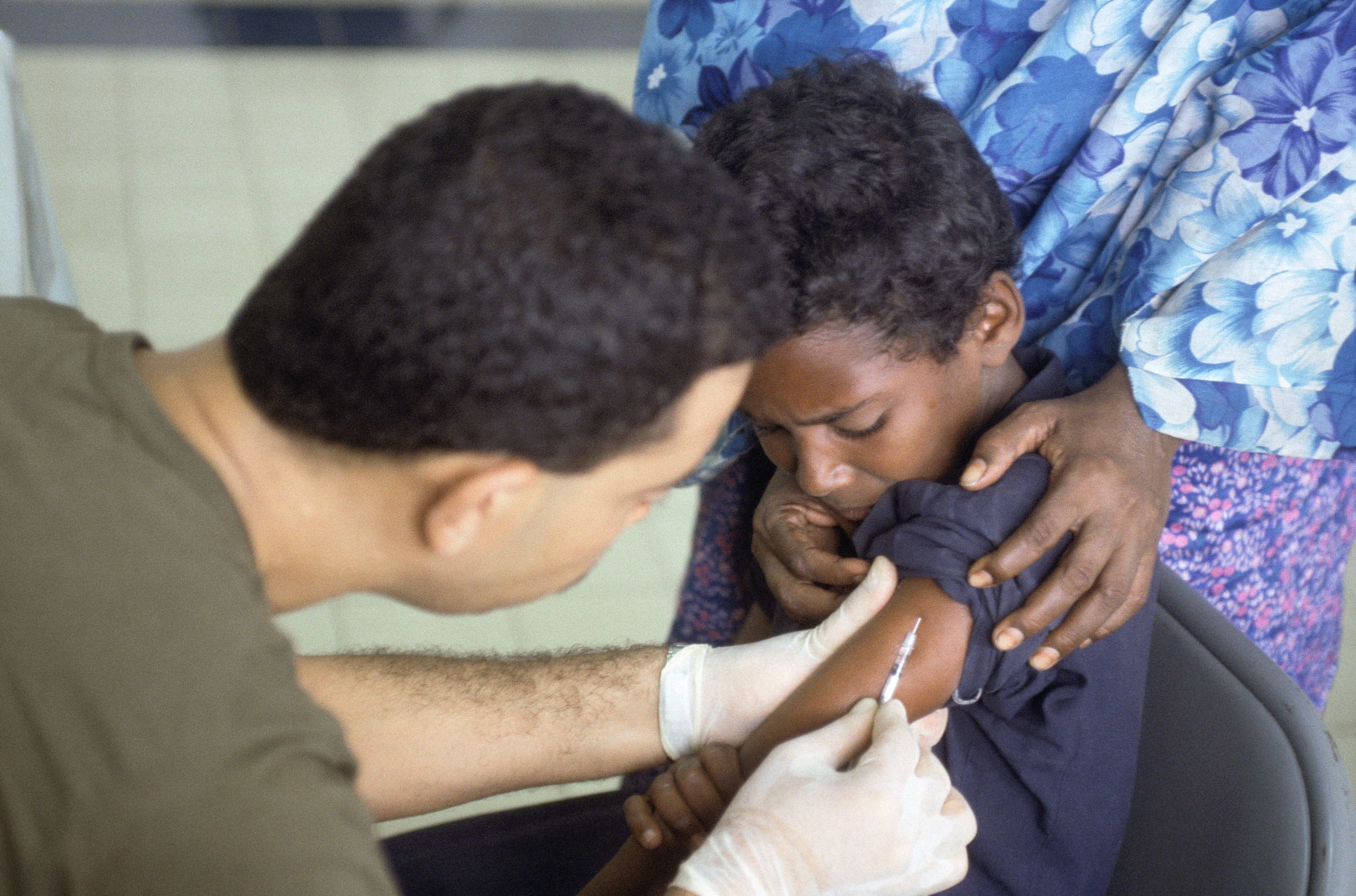
Menino somali recebendo injeção da vacina inativada contra poliomielite (VIP)

Existem dois tipos distintos de vacina contra poliomielite. A vacina oral contra poliomielite (VOP, ou vacina Sabin) contém poliovírus atenuado. A VOP é administrada como gotas orais ou incorporada em cubos de açúcar. É altamente eficaz e barata (cerca de US$0,15 a 0,20 por dose em 2024), e sua disponibilidade impulsionou os esforços para erradicar a poliomielite. A vacina confere imunidade de longo prazo, possivelmente por toda a vida, contra o vírus. Por ser administrada por via oral, induz imunização da mucosa intestinal, protegendo contra infecções posteriores, embora sejam necessárias múltiplas doses para uma profilaxia eficaz. O poliovírus atenuado derivado da vacina oral é excretado, infectando e induzindo imunidade indiretamente em indivíduos não vacinados, ampliando assim os efeitos das doses administradas. A administração oral não exige equipamentos médicos especiais ou treinamento. Juntas, essas vantagens a tornaram a vacina preferida de muitos países, sendo há muito tempo a escolha da iniciativa global de erradicação.
A principal desvantagem da VOP decorre de sua natureza intrínseca. Por conter um vírus atenuado, porém ativo, pode induzir poliomielite paralítica associada à vacina (PPAV) em cerca de um indivíduo a cada 2,7 milhões de doses administradas. O vírus vivo pode circular em populações subvacinadas (poliovírus vacinal circulante, cVDPV) e, com o tempo, reverter para uma forma neurovirulenta, causando poliomielite paralítica. Até recentemente, usava-se uma VOP trivalente contendo todas as três cepas do vírus, mas, com a erradicação do poliovírus selvagem tipo 2, ela foi descontinuada em 2016 e substituída por uma vacina bivalente com apenas os tipos 1 e 3, suplementada com VOP monovalente tipo 2 em regiões com circulação documentada de cVDPV2. Uma nova vacina VOP2 (nOPV2), geneticamente modificada para reduzir a probabilidade de mutações que causem doenças, recebeu licenciamento emergencial em 2021 e licenciamento completo em dezembro de 2023. Vacinas geneticamente estabilizadas contra os tipos 1 e 3 estão em desenvolvimento, com a intenção de eventualmente substituir completamente as vacinas Sabin.
A vacina inativada contra poliomielite (VIP, ou Salk) contém vírus trivalente totalmente inativado, administrado por injeção. Essa vacina não pode induzir PPAV nem gerar cepas cVDPV, mas também não induz imunidade de contato, exigindo aplicação em cada indivíduo. Além disso, apresenta maiores desafios logísticos. Embora uma única dose seja suficiente para proteção, a administração requer vacinadores treinados com seringas e agulhas descartáveis. Esses fatores resultam em custos de entrega significativamente mais altos. Os protocolos originais envolviam injeção intramuscular no braço ou na perna, mas, recentemente, a injeção subcutânea com uma dose reduzida (chamada de VIP de dose fracionada, fIPV) mostrou-se eficaz, reduzindo custos e permitindo sistemas de entrega mais convenientes e econômicos. O uso da VIP resulta em imunidade sérica, mas não em imunidade intestinal. Assim, indivíduos vacinados estão protegidos contra a contração da polio, mas sua mucosa intestinal pode ainda ser infectada e atuar como reservatório para a excreção do vírus vivo. Por isso, a VIP é ineficaz para conter surtos ativos de PVS ou cVDPV, mas tornou-se a vacina preferida em países industrializados livres da polio.
Embora a VIP por si só não induza imunidade mucosal, demonstrou-se que ela potencializa a imunidade mucosal da VOP, e a OMS agora favorece um protocolo combinado. Recomenda-se que crianças vulneráveis recebam uma dose de VOP ao nascer, seguida, a partir das seis semanas de idade, por uma "série primária" de três doses de VOP com pelo menos quatro semanas de intervalo, acompanhada de uma dose de VIP após 14 semanas. Essa abordagem combinada VOP/VIP também foi utilizada na supressão de surtos.

#### Imunidade de rebanho

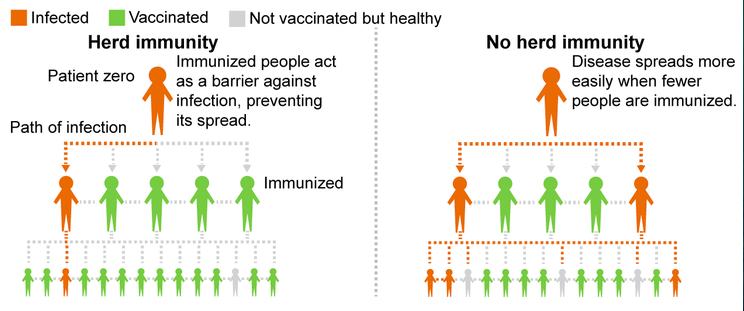
Imunidade de rebanho vs. Sem imunidade de rebanho

A vacinação contra a poliomielite também é essencial para o desenvolvimento da imunidade de grupo. Para que a poliomielite ocorra em uma população, é necessário um organismo infectante (poliovírus), uma população humana suscetível e um ciclo de transmissão. Não há reservatório animal para o poliovírus, e o ciclo de transmissão da pólio ocorre de uma pessoa infectada para outra suscetível, geralmente pela via fecal-oral. Se a vasta maioria da população for imune a um agente específico, a capacidade desse patógeno de infectar outro hospedeiro é reduzida; o ciclo de transmissão é interrompido, e o patógeno não consegue se reproduzir e desaparece. Esse conceito, chamado de imunidade comunitária ou de rebanho, é crucial para a erradicação de doenças, pois significa que não é necessário vacinar 100% da população — um objetivo frequentemente difícil logisticamente — para alcançar o resultado desejado. Se o número de indivíduos suscetíveis for reduzido a um nível suficientemente baixo por meio da vacinação, o patógeno eventualmente desaparecerá.
A imunidade de rebanho é um complemento importante à vacinação. Segundo esse conceito, a população para a qual a vacina não funciona ainda está protegida pela imunidade daqueles ao seu redor, algo que só pode ser alcançado com altos níveis de vacinação. Estima-se que o limiar mínimo de imunidade de rebanho para a erradicação do poliovírus varie de cerca de 75% em populações ricas e higiênicas a 97% em ambientes mais pobres. Se a imunização de rotina fosse interrompida, o número de indivíduos não vacinados e suscetíveis logo excederia a capacidade da imunidade de rebanho de protegê-los.

#### Poliovírus derivado de vacina
Embora a vacinação tenha desempenhado um papel crucial na redução de casos de poliomielite em todo o mundo, o uso de vírus atenuado na vacina oral carrega um risco inerente. A vacina oral é uma ferramenta poderosa no combate à polio, em parte devido à sua transmissão de pessoa para pessoa e à imunidade de contato resultante. No entanto, em condições de circulação prolongada em populações subvacinadas, o vírus pode acumular mutações que revertem a atenuação, resultando em cepas de poliovírus derivado de vacina circulante (cVDPV) que causam poliomielite. Como resultado dessas cepas cVDPV, surtos de pólio têm ocorrido periodicamente em regiões livres do vírus selvagem por longo tempo, mas onde as taxas de vacinação caíram. As vacinas orais também podem gerar infecção persistente em indivíduos imunodeficientes, com o vírus eventualmente mutando para uma forma mais virulenta associada à imunodeficiência (iVDPV). Em particular, a cepa tipo 2 parece propensa a reversões, então, em 2016, o esforço de erradicação abandonou a vacina oral trivalente contendo cepas atenuadas dos três tipos de vírus e a substituiu por uma vacina oral bivalente sem o tipo 2, enquanto uma vacina monovalente tipo 2 (mOPV2) passou a ser usada apenas para combater surtos existentes de cVDPV2. Uma nova vacina oral tipo 2 (nOPV2), geneticamente estabilizada para ser menos propensa a gerar cepas derivadas circulantes, recebeu licenciamento completo em dezembro de 2023, com vacinas semelhantes para os tipos 1 e 3 em ensaios clínicos. Os esforços de erradicação eventualmente exigirão a interrupção total da vacinação oral em favor do uso de vacinas injetáveis. Essas vacinas são mais caras e difíceis de administrar, e não induzem imunidade de contato por conterem apenas vírus inativado, mas também não podem gerar cepas virais derivadas de vacina.

### Vigilância
Um programa global de vigilância da presença da poliomielite e do poliovírus desempenha um papel crítico na avaliação da erradicação e na detecção e resposta a surtos. Dois métodos distintos são usados em conjunto: vigilância de paralisia flácida aguda (PFA) e vigilância ambiental.
A vigilância de PFA visa identificar surtos de pólio ao rastrear pacientes com sintomas consistentes, mas não exclusivos, de infecção grave por poliovírus. Amostras de fezes são coletadas de crianças com PFA e avaliadas para a presença de poliovírus por laboratórios credenciados na Rede Global de Laboratórios de Polio. Como as taxas de PFA não relacionadas à pólio são esperadas como constantes e altas em comparação ao número de casos de polio, a frequência de PFA não-pólio relatada em uma população indica a eficácia da vigilância, assim como a proporção de pacientes com PFA dos quais amostras de fezes de alta qualidade são coletadas e testadas, com uma meta de pelo menos 80%.
A vigilância ambiental é usada para complementar a vigilância de PFA. Isso envolve o teste rotineiro de amostras de esgoto para a presença do vírus, permitindo avaliar a eficácia dos esforços de vacinação em países com transmissão ativa e detectar novos surtos em países sem transmissão conhecida. Em 2018, a GPEI realizou vigilância ambiental em 44 países, 24 dos quais na África.

### Obstáculos
Entre os maiores obstáculos à erradicação global da poliomielite estão a falta de infraestrutura básica de saúde, que limita a distribuição e entrega de vacinas, os efeitos debilitantes de guerras civis e conflitos internos, e a postura por vezes oposicionista de comunidades marginalizadas contra o que é percebido como uma intervenção potencialmente hostil de outsiders. Outro desafio tem sido manter a potência das vacinas vivas (atenuadas) em áreas extremamente quentes ou remotas. A vacina oral contra poliomielite deve ser mantida entre 2 a 8 ºC para que a vacinação seja bem-sucedida.
Uma avaliação independente dos obstáculos à erradicação da poliomielite, solicitada pela OMS e conduzida em 2009, analisou os principais entraves por país. No Afeganistão e no Paquistão, os pesquisadores concluíram que a maior barreira era a insegurança, mas a gestão de recursos humanos, pressões políticas, o movimento de grandes populações entre e dentro de ambos os países, e instalações de saúde com recursos insuficientes também apresentaram problemas, assim como questões técnicas com a vacina. Na Índia, o principal desafio parecia ser a alta eficiência de transmissão nas populações dos estados de Biar e Utar Pradexe, combinada com a baixa resposta de seroconversão (~80% após três doses contra o tipo 1) observada com a vacina. Na Nigéria, as barreiras mais críticas identificadas foram questões de gestão, especialmente a importância altamente variável atribuída à pólio por diferentes autoridades no nível do governo local, embora problemas de financiamento, percepções comunitárias sobre a segurança da vacina, mobilização inadequada de grupos comunitários e problemas com a cadeia de frio também tenham desempenhado um papel. Nos países onde a disseminação internacional a partir de países endêmicos resultou na reintrodução da transmissão, como Angola, Chade e Sudão do Sul, os problemas-chave identificados foram sistemas de saúde subdesenvolvidos e baixa cobertura vacinal de rotina, embora o baixo nível de recursos destinados a Angola e Sudão do Sul para conter a propagação da pólio e fatores climáticos também tenham sido apontados como influentes.
Dois desafios adicionais estão na transmissão não observada da pólio e no poliovírus derivado de vacina. Primeiro, a maioria dos indivíduos infectados pelo poliovírus é assintomática ou apresenta sintomas leves, com menos de 1% das infecções levando à paralisia, e a maioria dos infectados não sabe que carrega a doença, permitindo que a pólio se espalhe amplamente antes que os casos sejam detectados. Em 2000, usando novas técnicas de triagem para a caracterização molecular de cepas virais de surtos, descobriu-se que alguns surtos eram causados por poliovírus derivado de vacina circulante, após mutações ou recombinações na cepa atenuada usada na vacina oral. Essa descoberta alterou a estratégia para a descontinuação da vacinação após a erradicação da polio, exigindo uma eventual transição para a vacina inativada contra poliomielite, mais cara e logisticamente mais desafiadora, pois o uso contínuo da vacina oral inativada continuaria a produzir cepas revertidas causadoras de infecção. O risco de pólio derivada de vacina persistirá por muito tempo após a mudança para a vacina inativada, pois um pequeno número de excretores crônicos [en] continua a produzir vírus ativo por anos (ou até décadas) após a exposição inicial à vacina oral.
Em uma entrevista de 2012 ao jornal paquistanês Dawn, o Dr. Hussain A. Gezari, enviado especial da OMS para a erradicação global da poliomielite e cuidados primários de saúde, compartilhou suas opiniões sobre os obstáculos à erradicação. Ele afirmou que o maior entrave para o Paquistão se tornar livre da pólio era a falta de responsabilidade dos oficiais de saúde distritais — em campanhas nacionais de erradicação, esses oficiais contratavam seus próprios parentes, até mesmo crianças pequenas. Gezari questionou: "Como você espera que uma criança de sete anos, que ainda chupa o dedo, implemente uma campanha de pólio do governo?" e acrescentou que, apesar disso, "a primeira campanha nacional foi iniciada pelo seu governo em 1994, ano em que o Paquistão relatou 25.000 casos de pólio, reduzidos para apenas 198 no último ano, o que demonstra claramente que o programa está funcionando".

#### Oposição aos esforços de vacinação
Um fator que contribui para a circulação contínua dos programas de imunização contra pólio é a oposição à vacinação em alguns países. Em um país, o Paquistão, "mais de 200 trabalhadores das equipes de pólio" foram mortos (os membros das equipes incluem não apenas vacinadores, mas também policiais e pessoal de segurança) em "assassinatos direcionados e atos de terrorismo" enquanto trabalhavam em campanhas contra a pólio, (os assassinos motivados pela crença, disseminada por "clérigos radicais", de que a vacina faz parte de "um complô ocidental para esterilizar muçulmanos").
No contexto da Invasão dos Estados Unidos no Afeganistão e da subsequente Invasão do Iraque em 2003, surgiram rumores no mundo muçulmano de que as campanhas de imunização usavam vacinas intencionalmente contaminadas para esterilizar populações muçulmanas locais ou infectá-las com HIV. Na Nigéria, esses rumores se alinharam a uma desconfiança histórica da biomedicina moderna, vista desde sua introdução na era do colonialismo como uma projeção do poder das nações ocidentais. A recusa à vacinação passou a ser encarada como resistência à expansão ocidental, e quando os rumores de contaminação levaram o Conselho Supremo para a Sharia da Nigéria a convocar um boicote regional à vacinação contra pólio, os casos da doença no país aumentaram mais de cinco vezes entre 2002 e 2006, com o vírus descontrolado se espalhando pela África e globalmente. No Afeganistão e no Paquistão, o medo de que a vacina contivesse contraceptivos foi uma das razões citadas pelo Talibã para emitir fatwas contra a vacinação contra pólio. Boicotes religiosos baseados em preocupações com contaminação não se limitaram ao mundo muçulmano. Em 2015, após alegar que uma vacina contra tétano continha um contraceptivo, um grupo de bispos católicos do Quênia pediu aos seus seguidores que boicotassem uma rodada planejada de vacinação contra pólio. Isso não teve um impacto significativo nas taxas de vacinação, e o diálogo, aliado a testes da vacina, evitou novas convocações de boicote.
Outras recusas inspiradas por religião surgem da preocupação sobre se o vírus contém produtos derivados de porcos, tornando-o haraam (proibido) no Islã, da preocupação de que a produção da vacina possa ter envolvido a retirada proibida de vida animal, ou de uma resistência a interferir em processos de doença percebidos como divinamente dirigidos. Essas preocupações foram abordadas por meio de amplos esforços de divulgação, direcionados tanto às comunidades envolvidas quanto aos corpos clericais respeitados, bem como promovendo a apropriação local da campanha de erradicação em cada região. No início de 2012, alguns pais recusaram vacinar seus filhos em Khyber Pakhtunkhwa (KPK) e em Territórios Federais das Áreas Tribais (FATA), mas as recusas religiosas no resto do país haviam "diminuído consideravelmente". Mesmo com o apoio expresso de líderes políticos, trabalhadores da pólio ou seus guardas de segurança foram sequestrados, espancados ou assassinados.
O ceticismo no mundo muçulmano foi exacerbado quando se soube que, em 2011, a Agência Central de Inteligência (CIA) conduziu uma campanha de imunização falsa contra hepatite B, na esperança de coletar amostras de sangue do complexo de Osama bin Laden em Abbottabad para confirmar a identidade genética das crianças que lá viviam, e, por implicação, sua própria presença, levando diretamente à sua morte. Em uma carta ao diretor da CIA, Leon Panetta, a InterAction Alliance, uma união de cerca de 200 organizações não governamentais baseadas nos EUA, deplorou as ações da CIA por usar uma campanha de vacinação como cobertura. O Paquistão relatou o maior número mundial de casos de pólio (198) em 2011, e mais de 60 trabalhadores de vacinação contra pólio foram mortos entre dezembro de 2012 e abril de 2014. Em maio de 2014, o diretor da CIA, John Brennan, proibiu sua agência de usar vacinas como cobertura para operações e de testar amostras coletadas por campanhas de vacinação autênticas.
Os esforços de vacinação contra pólio também enfrentaram resistência de outra forma. A prioridade dada à vacinação pelas autoridades nacionais transformou-a em uma moeda de troca, com comunidades e grupos de interesse resistindo à vacinação, não por oposição direta, mas para alavancar outras concessões das autoridades governamentais. Na Nigéria, isso tomou a forma de "rejeição em bloco" da vacinação, resolvida apenas quando oficiais estaduais concordaram em reparar ou melhorar escolas e instalações de saúde, pavimentar estradas ou instalar eletricidade. Houve várias instâncias de ameaças de boicote por trabalhadores de saúde no Paquistão devido a disputas salariais. Alguns governos foram acusados de reter vacinas ou a infraestrutura necessária de regiões onde a oposição ao seu governo é alta.

## Critérios para a erradicação da poliomielite
Um país é considerado livre da pólio ou não endêmico se nenhum caso for detectado por um ano. No entanto, a pólio ainda pode circular nessas circunstâncias, como ocorreu na Nigéria, onde uma cepa específica do vírus reapareceu após cinco anos em 2016. Isso pode ser devido ao acaso, vigilância limitada e populações sub-vacinadas. Além disso, para o PVS1 — o único tipo de vírus atualmente em circulação após a erradicação do PVS2 e PVS3 — apenas 1 em cada 200 casos de infecção exibe sintomas de paralisia por pólio em crianças não vacinadas, e possivelmente menos em crianças vacinadas. Portanto, mesmo um único caso é indicativo de uma epidemia. De acordo com modelagem, leva de quatro a seis meses sem casos relatados para atingir apenas 50% de chance de erradicação, e de um a dois anos para, por exemplo, 95% de chance. A sensibilidade da monitoramento da circulação pode ser aprimorada por amostragem de esgoto. No Paquistão, o número de casos de paralisia caiu relativamente mais rápido do que as amostras ambientais positivas, que não mostraram progresso desde 2015. A presença de múltiplas infecções com a mesma cepa na área upstream pode não ser detectável, então há alguns efeitos de saturação ao monitorar o número de amostras ambientais positivas. Além disso, o vírus pode ser excretado além da duração esperada de várias semanas em certos indivíduos. O contágio não pode ser prontamente excluído. Para que um vírus da pólio seja certificado como erradicado mundialmente, pelo menos três anos de boa vigilância sem casos precisam ser alcançados, embora esse período possa precisar ser mais longo para uma cepa como o PVS3, onde uma proporção menor dos infectados demonstra sintomas, ou se amostras ambientais positivas para o vírus continuarem a ser relatadas. O vírus selvagem da poliomielite tipo 2 foi certificado como erradicado em 2015, com o último caso detectado em 1999. O vírus selvagem da poliomielite tipo 3 não foi detectado desde 2012 e foi certificado como erradicado em 2019.

## Linha do tempo
| Casos internacionais de poliovírus selvagem por ano |            |          |
| Ano                                                 | Estimativa | Registro |
| 1975                                                | —          | 49.293   |
| ...                                                 |            |          |
| 1980                                                | 400.000    | 52.552   |
| ...                                                 |            |          |
| 1985                                                | —          | 38.637   |
| ...                                                 |            |          |
| 1988                                                | 350.000    | 35.251   |
| ...                                                 |            |          |
| 1990                                                | —          | 23.484   |
| ...                                                 |            |          |
| 1993                                                | 100.000    | 10.487   |
| ...                                                 |            |          |
| 1995                                                | —          | 7.035    |
| ...                                                 |            |          |
| 2000                                                | —          | 719      |
| ...                                                 |            |          |
| 2005                                                | —          | 1.979    |
| ...                                                 |            |          |
| 2010                                                | —          | 1.352    |
| 2011                                                | —          | 650      |
| 2012                                                | —          | 223      |
| 2013                                                | —          | 416      |
| 2014                                                | —          | 359      |
| 2015                                                | —          | 74       |
| 2016                                                | —          | 37       |
| 2017                                                | —          | 22       |
| 2018                                                | —          | 33       |
| 2019                                                | —          | 176      |
| 2020                                                | —          | 140      |
| 2021                                                | —          | 6        |
| 2022                                                | —          | 30       |
| 2023                                                | —          | 12       |
| 2024                                                | —          | 99       |

### 1950–1987

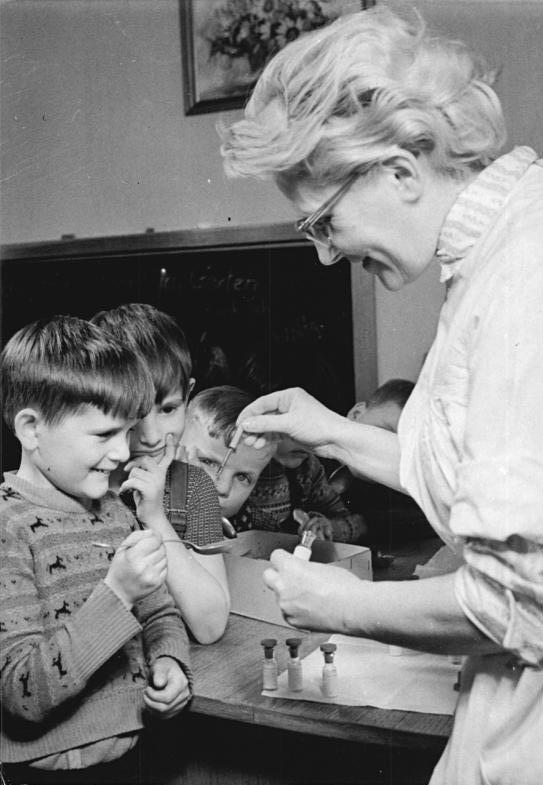
Crianças de um jardim de infância recebem uma vacina oral contra pólio muito cedo em 1960 na Alemanha Oriental.

Após o uso generalizado da vacina contra o vírus da poliomielite em meados dos anos 1950, a incidência de poliomielite diminuiu rapidamente em muitos países industrializados. A Checoslováquia tornou-se o primeiro país do mundo a demonstrar cientificamente a erradicação nacional da poliomielite em 1960. Em 1962 — apenas um ano após a vacina oral de Sabin ser licenciada na maioria dos países industrializados — Cuba começou a usar a vacina oral em uma série de campanhas nacionais contra a pólio. O sucesso inicial dessas campanhas de vacinação em massa sugeriu que os vírus da pólio poderiam ser erradicados globalmente. A Organização Pan-Americana da Saúde (OPAS), sob a liderança de Ciro de Quadros, lançou uma iniciativa para erradicar a pólio das Américas em 1985.
Grande parte do trabalho rumo à erradicação foi documentada pelo fotógrafo brasileiro Sebastião Salgado, como Embaixador da Boa Vontade da UNICEF, no livro O Fim da pólio: a campanha mundial para a erradicação da doença.

### 1988–2000
Em 1988, a Organização Mundial da Saúde (OMS), junto com o Rotary International, UNICEF e os Centros de Controle e Prevenção de Doenças (CDC) dos EUA, lançou a Iniciativa Global de Erradicação da Poliomielite (GPEI), com o objetivo de erradicar a pólio até o ano 2000. A iniciativa foi inspirada pelo compromisso do Rotary International em 1985 de arrecadar US$120 milhões para imunizar todas as crianças do mundo contra a doença. O último caso de poliomielite por vírus selvagem nas Américas foi relatado no Peru, em agosto de 1991.
O último caso de poliomielite por poliovírus selvagem nas Américas foi registrado em agosto de 1991, no Peru. Em 20 de agosto de 1994, as Américas foram certificadas como livres da pólio. Essa conquista foi um marco nos esforços para erradicar a doença.
Em 1994, o governo indiano lançou a Campanha Pulso Polio para eliminar a pólio. A campanha envolve a vacinação anual de todas as crianças de 0 a 5 anos.
Em 1995, a Operação MECACAR (Mediterrâneo, Cáucaso, Repúblicas da Ásia Central e Rússia) foi lançada, coordenando Dias Nacionais de Imunização em 19 países da Europa e da região mediterrânea. Em 1998, Melik Minas, da Turquia, tornou-se o último caso de poliomielite relatado na Europa. Em 1997, Mum Chanty, do Camboja, foi a última pessoa a contrair poliomielite na região do Indo-Pacífico Ocidental. Em 2000, a região do Pacífico Ocidental, incluindo a China, foi certificada como livre de poliomielite.
Em outubro de 1999, o último isolamento do poliovírus tipo 2 ocorreu na Índia, sendo posteriormente declarado erradicado.
Também em outubro de 1999, o CORE Group, com financiamento da Agência dos Estados Unidos para o Desenvolvimento Internacional (USAID), iniciou seus esforços para apoiar as campanhas nacionais de erradicação em nível comunitário. A iniciativa começou em Bangladesh, Índia e Nepal, na Ásia do Sul, e em Angola, Etiópia e Uganda, na África.

### 2001–2005
| sem dados <0,3 0,3–0,75 0,75–1,2 1,2–1,65 1,65–2,1 2,1–2,55 | 2,55–3 3–4 4–5 5–7,5 7,5–10 >10 |

Esperança de vida corrigida pela incapacidade por poliomielite por 100.000 habitantes em 2004
sem dados
<0,3
0,3–0,75
0,75–1,2
1,2–1,65
1,65–2,1
2,1–2,55
2,55–3
3–4
4–5
5–7,5
7,5–10
>10

Até 2001, cerca de 575 milhões de crianças (quase um décimo da população mundial) haviam recebido aproximadamente dois bilhões de doses da vacina oral contra poliomielite. A Organização Mundial da Saúde anunciou que a Europa estava livre de poliomielite em 21 de junho de 2002, na Gliptoteca de Copenhague.
Em 2002, um surto de poliomielite ocorreu na Índia. O número de campanhas de vacinação contra a pólio havia sido reduzido recentemente, e populações no norte da Índia, especialmente de origem islâmica, resistiram em massa à imunização. Naquela época, o estado indiano de Utar Pradexe respondia por quase dois terços dos casos mundiais relatados. (Veja o mapa de incidência global de pólio em 2002.) No entanto, até 2004, a Índia adotou estratégias para aumentar a adesão às vacinas contra pólio em populações marginalizadas, reduzindo rapidamente a lacuna de imunidade nesses grupos vulneráveis.
Em agosto de 2003, rumores se espalharam em alguns estados da Nigéria, especialmente em Kano, de que a vacina causava esterilidade em meninas. Isso levou à suspensão dos esforços de imunização no estado, resultando em um aumento dramático das taxas de poliomielite em um país já endêmico. Em 30 de junho de 2004, a OMS anunciou que, após uma proibição de 10 meses às vacinas contra polio, Kano comprometeu-se a retomar a campanha no início de julho. Durante o banimento, o vírus se espalhou pela Nigéria e para 12 países vizinhos anteriormente livres de polio. Até 2006, essa proibição seria responsabilizada por 1.500 crianças paralisadas e custaria 450 milhões de dólares em atividades emergenciais. Além dos rumores de esterilidade e da proibição em Kano, guerras civis e conflitos internos no Sudão e na Costa do Marfim complicaram a meta de erradicação da OMS. Em 2004, 63% dos casos mundiais de pólio (792 de 1.265) ocorreram na Nigéria.

Países com casos de pólio em 2005
Polio era endêmica
Polio restabeleceu transmissão
Casos relacionados a importação
Todos os casos de vírus vacinal circulante

Em maio de 2004, o primeiro caso do surto de pólio no Sudão foi detectado. O reaparecimento da doença levou ao aumento das campanhas de vacinação. Na cidade de Darfur, 78.654 crianças foram imunizadas, e mais 20.432 no sul do Sudão (Yirol e Chelkou).
Em 2005, houve 1.979 casos de poliovírus selvagem (excluindo os vacinais circulante). A maioria dos casos concentrou-se em duas áreas: o subcontinente indiano e a Nigéria. Os esforços de erradicação no subcontinente indiano obtiveram grande sucesso. Usando a campanha Pulse pólio para aumentar as taxas de imunização, a Índia registrou apenas 66 casos em 2005, uma queda significativa em relação aos 135 casos de 2004, 225 em 2003 e 1.600 em 2002.
Iêmen, Indonésia e Sudão, países declarados livres de pólio antes de 2000, relataram centenas de casos, provavelmente importados da Nigéria. Em 5 de maio de 2005, notícias informaram que um novo caso de pólio foi diagnosticado em Java, na Indonésia, com a suspeita de que a cepa do vírus fosse a mesma responsável pelos surtos na Nigéria. Novos temores infundados sobre a segurança da vacina dificultaram os esforços de vacinação na Indonésia. No verão de 2005, a OMS, o UNICEF e o governo indonésio lançaram uma campanha de conscientização com celebridades e líderes religiosos para promover a vacinação e dissipar os medos.
Nos Estados Unidos, em 29 de setembro de 2005, o Departamento de Saúde de Minnesota identificou a primeira transmissão de poliovírus vacinal circulante (VDPV) desde a descontinuação da vacina oral (OPV) em 2000. A infecção pelo poliovírus tipo 1 ocorreu em uma menina de sete meses, não vacinada e imunocomprometida, em uma comunidade Amish onde a maioria não era vacinada contra polio.

### 2006–2010
Em 2006, apenas quatro países no mundo (Nigéria, Índia, Paquistão e Afeganistão) relataram pólio endêmica. Casos em outros países foram atribuídos a importação. Um total de 1.997 casos foi registrado mundialmente em 2006, sendo a maioria (1.869 casos) em países com pólio endêmica. A Nigéria concentrou a maior parte dos casos (1.122), mas a Índia relatou mais de dez vezes o número de casos de 2005, com 676 casos (30% do total mundial). Paquistão e Afeganistão registraram 40 e 31 casos, respectivamente. A pólio ressurgiu em Bangladesh após quase seis anos de ausência, com 18 novos casos. "Nosso país não está seguro, pois os vizinhos Índia e Paquistão não estão livres da polio", declarou o Ministro da Saúde ASM Matiur Rahman. (Veja: Mapa de casos de pólio relatados em 2006)
Em 2007, foram registrados 1.315 casos de poliomielite em todo o mundo. Mais de 60% dos casos (874) ocorreram na Índia. Na Nigéria, o número de casos caiu drasticamente, de 1.122 em 2006 para 285 em 2007. Autoridades atribuíram a redução ao maior controle político nos estados do sul e à retomada da imunização no norte, onde clérigos muçulmanos lideraram um boicote à vacinação no final de 2003. Governos locais e clérigos permitiram a retomada das vacinações sob a condição de que as vacinas fossem fabricadas na Indonésia, um país de maioria muçulmana, e não nos Estados Unidos. Turai Yar'Adua, esposa do recém-eleito presidente nigeriano Umaru Yar'Adua, fez da erradicação da poliomielite uma de suas prioridades. Em julho de 2007, durante o lançamento de campanhas de imunização em Birnin Kebbi, ela incentivou os pais a vacinarem seus filhos e destacou a segurança da vacina oral contra polio.
Em julho de 2007, um estudante vindo do Paquistão trouxe o primeiro caso de pólio para a Austrália em mais de 20 anos. Outros países com números significativos de casos de poliovírus selvagem incluíram a República Democrática do Congo, com 41 casos, Chade com 22 casos, e Níger e Myanmar, cada um com 11 casos.
Em 2008, 18 países relataram casos, totalizando 1.651. Destes, 1.505 ocorreram nos quatro países endêmicos e 146 em outros locais. Os maiores números foram na Nigéria (798 casos) e na Índia (559 casos), que juntos representaram 82,2% do total. Fora dos países endêmicos, Chade relatou o maior número (37 casos).
Em 2009, foram registrados 1.604 casos em 23 países. Os quatro países endêmicos responderam por 1.256 casos, enquanto os 348 restantes ocorreram em 19 países da África Subsaariana com casos importados ou transmissão reestabelecida. Os maiores números foram novamente na Índia (741) e na Nigéria (388). Outros países tiveram menos de cem casos: Paquistão com 89, Afeganistão com 38, Chade com 64, Sudão com 45, Guiné com 42, Angola com 29, Costa do Marfim com 26, Benim com 20, Quênia com 19, Burquina Fasso com 15, Níger com 15, República Centro-Africana com 14, Mauritânia com 13, e Libéria e Serra Leoa com 11 cada. Os seguintes países tiveram números de casos de um dígito: Uganda com 8, Togo com 6, Camarões com 3, República Democrática do Congo com 3, Burundi com 2 e Mali com 2.

De acordo com dados atualizados em abril de 2012, a OMS relatou 1.352 casos de pólio selvagem em 20 países em 2010. Os casos relatados diminuíram 95% na Nigéria (para um mínimo histórico de 21 casos) e 94% na Índia (para 42 casos) em comparação com o ano anterior, com pouca mudança no Afeganistão (de 38 para 25 casos) e um aumento no Paquistão (de 89 para 144 casos). Um surto agudo no Tajiquistão resultou em 460 casos (34% do total global) e foi associado a mais 18 casos na Ásia Central (Cazaquistão e Turcomenistão) e na Federação Russa, com o caso mais recente relatado na Rússia em 25 de setembro. Esses foram os primeiros casos na região europeia da OMS desde 2002. A República do Congo (Brazavile) enfrentou um surto com 441 casos (30% do total global). Pelo menos 179 mortes foram associadas a esse surto, que se acredita ter sido importado do surto contínuo de tipo 1 em Angola (33 casos em 2010) e na República Democrática do Congo (100 casos).

### 2011–2015

Países com casos de pólio em 2011

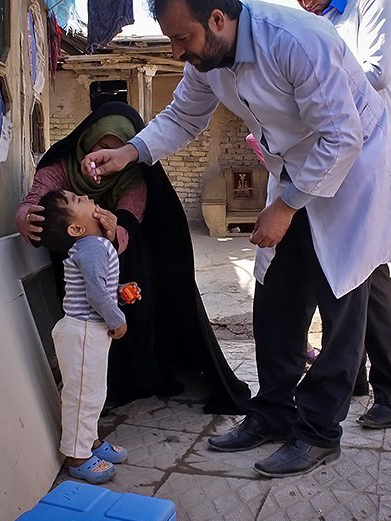
Vacinação contra pólio em Teerã.

Em 2011, foram relatados 650 casos de PVS em dezesseis países: os quatro países endêmicos—Paquistão, Afeganistão, Nigéria e Índia—bem como outros doze. A transmissão de pólio reincidiu em Angola, Chade e na República Democrática do Congo. O Quênia relatou seu primeiro caso desde 2009, enquanto a China relatou 21 casos, principalmente entre os uigures da prefeitura de Hotan, Xinjiang, os primeiros casos não importados desde 1994.
O número total de casos de vírus selvagem relatados em 2012 foi de 223, o menor já registrado até então. Esses casos limitaram-se a cinco países—Nigéria, Paquistão, Afeganistão, Chade e Níger—todos, exceto a Nigéria, com menos casos do que em 2011. Vários outros países, como Chade, República Democrática do Congo, Somália e Iêmen, enfrentaram surtos de pólio vacinal circulante. O último caso relatado de pólio tipo 3 no mundo ocorreu em 11 de novembro de 2012 na Nigéria; o último caso selvagem fora da Nigéria foi em abril de 2012 no Paquistão, e sua ausência no monitoramento de esgoto no Paquistão sugere que a transmissão ativa dessa cepa cessou ali. Um total de 416 casos de vírus selvagem foi relatado em 2013, quase o dobro do ano anterior.:6 Destes, os casos em países endêmicos caíram de 197 para 160, enquanto os em países não endêmicos saltaram de 5 para 256. Isso ocorreu devido a surtos na África Central (centrado em Camarões), no Chifre da África e no Oriente Médio (centrado na Síria).:6
Em abril de 2013, um caso de pólio selvagem foi relatado em Mogadíscio, o primeiro na Somália desde 2007. Até outubro, mais de 170 casos foram relatados no país, com mais casos nas vizinhas Quênia e na região Somali da Etiópia.
O monitoramento de rotina de esgoto em 2012 detectou uma cepa PVS1 de origem paquistanesa no Cairo, desencadeando uma grande campanha de vacinação lá. A cepa se espalhou para Israel, onde houve detecção ambiental generalizada, mas, como no Egito, sem casos de paralisia. Teve consequências mais graves quando se espalhou para a Síria vizinha, com o número total de casos chegando a 35, o primeiro surto lá desde 1999.
Em abril de 2013, a OMS anunciou um novo plano cooperativo de 5,5 bilhões de dólares e seis anos (chamado Plano Estratégico de Erradicação da Poliomielite e Fim de Jogo 2013–18) para erradicar a pólio de seus últimos reservatórios. O plano previa campanhas de imunização em massa nos três países endêmicos restantes e determinava a troca para injeções de vírus inativado, evitando o risco de surtos derivados de vacina associados ao uso da vacina oral de vírus vivo.
Em 2014, foram registrados 359 casos de poliomielite selvagem, distribuídos por doze países. O Paquistão apresentou o maior número, com 306 casos, um aumento em relação aos 93 de 2013, atribuído a militantes da Al Qaeda e do Talibã que impediram trabalhadores humanitários de vacinar crianças em regiões rurais do país. Em 27 de março de 2014, a OMS anunciou a erradicação da poliomielite na Região do Sudeste Asiático, que inclui onze países: Bangladesh, Butão, Coreia do Norte, Índia, Indonésia, Maldivas, Myanmar, Nepal, Sri Lanka, Tailândia e Timor-Leste. Com a inclusão dessa região, a proporção da população mundial vivendo em áreas livres de pólio alcançou 80%. O último caso de pólio selvagem na Região do Sudeste Asiático foi relatado na Índia em 13 de janeiro de 2011.

Países com casos de pólio em 2015

Durante 2015, foram registrados 74 casos de poliomielite selvagem em todo o mundo, sendo 54 no Paquistão e 20 no Afeganistão. Houve também 32 casos de poliovírus derivado de vacina em circulação (cVDPV) naquele ano.
Em 25 de setembro de 2015, a OMS declarou que a Nigéria não era mais considerada endêmica para o vírus selvagem da pólio, sem nenhum caso relatado desde 24 de julho de 2014. No entanto, uma cepa PVS1, não vista há cinco anos, ressurgiu na Nigéria no ano seguinte.
O vírus PVS2 foi declarado erradicado em setembro de 2015, pois não havia sido detectado em circulação desde 1999, e o PVS3 foi declarado erradicado em outubro de 2019, tendo sido detectado pela última vez em 2012. Contudo, ambos os tipos persistem como cepas derivadas de vacina em circulação, resultado de anos de evolução do vírus atenuado "vivo" (presente na vacina oral) ao ser transmitido de vacinados para não vacinados em comunidades subimunizadas.

### 2016–2020

Países com casos de pólio em 2016

Como as cepas cVDPV2 continuaram a surgir da vacina oral trivalente que incluía PV2 atenuado, em 2016 essa vacina foi substituída por uma versão bivalente sem PVS2, além da vacina inativada injetável trivalente, que não pode gerar casos de cVDPV. Esperava-se que isso evitasse novas cepas de cVDPV2 e permitisse a eventual interrupção da vacinação contra PVS2. O uso global da vacina injetável resultou em escassez, levando a OMS, em abril de 2017, a recomendar o uso geral do protocolo de vacinação fIPV, que envolve uma injeção subcutânea com dose reduzida em comparação à administração intramuscular padrão.

Em 2016, houve 37 casos de PVS1 relatados, metade do número de 2015, com a maioria no Paquistão e no Afeganistão. Alguns casos adicionais na Nigéria, causados por PVS1, foram vistos como um retrocesso, sendo os primeiros detectados em quase dois anos, embora o vírus tenha circulado sem detecção em regiões inacessíveis devido às atividades do Boko Haram. Houve também um surto de cVDPV1 no Laos, enquanto novas cepas de cVDPV2 surgiram separadamente nos estados de Borno e Sekoto, na Nigéria, e na região de Quetta, no Paquistão, causando, juntos, cinco casos.
Em 2017, houve 22 casos de pólio PVS1 relatados com início de paralisia naquele ano, uma redução em relação aos 37 de 2016. Oito casos foram no Paquistão e 14 no Afeganistão, onde a tipagem genética mostrou introduções repetidas do Paquistão, além de transmissão local. No Paquistão, a transmissão de várias linhagens genéticas de PVS1 vistas em 2015 foi interrompida até setembro de 2017, embora pelo menos dois clusters genéticos permaneçam. Apesar da significativa redução de casos detectados no Paquistão, houve um aumento na porcentagem de amostras ambientais positivas para o vírus da pólio, sugerindo lacunas na identificação de indivíduos infectados. No terceiro país onde a pólio permanecia endêmica, a Nigéria, não houve casos, embora apenas 7% dos bebês estivessem totalmente vacinados em alguns distritos. Um vazamento em abril de 2017 em uma instalação de produção de vacinas nos Países Baixos resultou apenas em uma infecção assintomática por PVS2, apesar da liberação no sistema de esgoto.

O Laos foi declarado livre de cVDPV1 em março de 2017, mas três surtos distintos de cVDPV2 ocorreram na República Democrática do Congo, um de origem recente e dois circulando sem detecção por mais de um ano, causando juntos 20 casos até o final do ano. Na Síria, um grande surto começou em Mayadin [en], em Deir ez-Zor, um centro de combates na Guerra Civil Síria, espalhando-se para distritos vizinhos e resultando em 74 casos confirmados de uma cepa que circulou sem detecção por cerca de dois anos. A circulação de múltiplas linhagens genéticas de cVDPV2 também foi detectada na província de Banadir, na Somália, mas nenhum indivíduo infectado foi identificado.  O Grupo Consultivo Estratégico de Especialistas em Imunização da OMS recomendou que a supressão do cVDPV2 fosse priorizada sobre o PVS1, e, conforme o protocolo, o uso da OPV2 foi restrito a esse propósito.
Houve 33 casos de paralisia por PVS1 relatados em 2018, com início de paralisia naquele ano – 21 no Afeganistão e 12 no Paquistão. A pólio no Paquistão ressurgiu na segunda metade do ano, devido, em parte, ao aumento das taxas de recusa parental à vacinação, com o poliovírus selvagem detectado em 20% das amostras ambientais do ano. No Afeganistão, diferentes cepas foram amplamente responsáveis pelos casos no nordeste e sul do país. Na Nigéria, o terceiro país classificado como tendo transmissão endêmica, preocupações com segurança continuaram a limitar o acesso a algumas áreas, embora a migração e novas abordagens de vacinação reduzissem o número de crianças não alcançadas. O país completou dois anos sem um caso detectado de vírus selvagem, embora a eliminação da transmissão de PVS não pudesse ser confirmada.

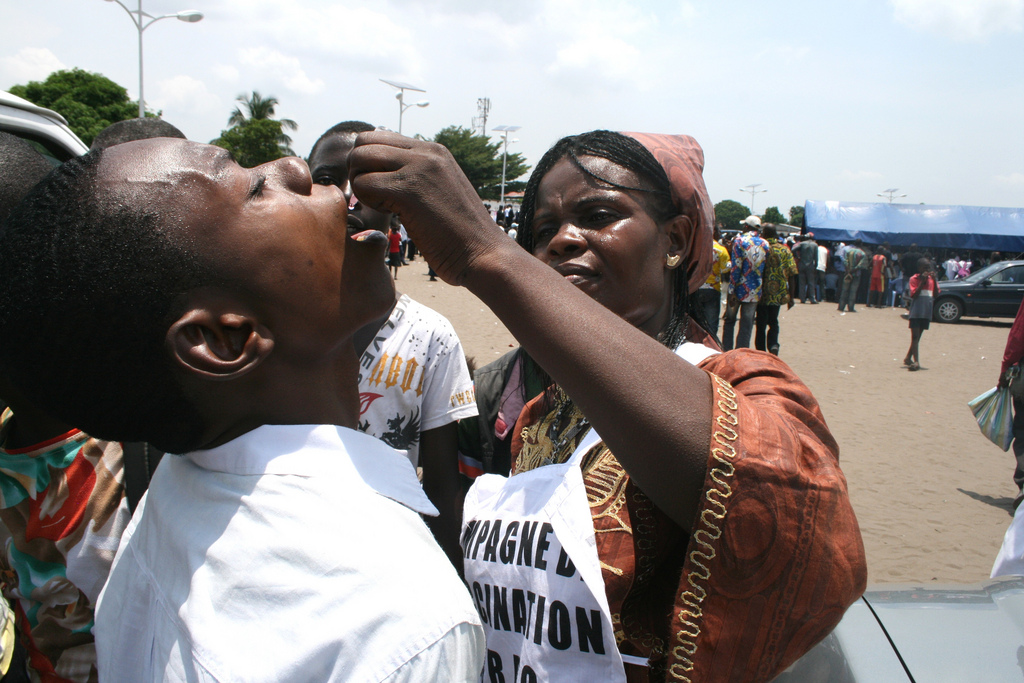
Vacinação contra pólio na República Democrática do Congo.

Casos causados por poliovírus derivado de vacina foram relatados em sete países em 2018, com mais de 100 casos no total, representando nove cepas de cVDPV. Na República Democrática do Congo, um dos surtos de cVDPV2 detectado em 2017 não gerou novos casos, mas a supressão dos outros dois com OPV2 foi insuficiente: eles continuaram, e os esforços de vacinação deram origem a um novo surto de cVDPV2. O país teve um total de 20 casos em 2018. Dois surtos distintos de cVDPV2 no norte da Nigéria produziram 34 casos, além de gerarem 10 casos no vizinho Níger. Na Somália, o cVDPV2 continuou a circular, causando vários casos de pólio e sendo detectado em amostras ambientais até Nairóbi, no Quênia. Esse vírus, junto com o recém-detectado cVDPV3, causou doze casos no país, incluindo um paciente infectado por ambas as cepas. O grande número de crianças em áreas inacessíveis a trabalhadores de saúde representa um risco particular para surtos de cVDPV não detectados. Um surto de cVDPV2 em Moçambique resultou em um único caso. A resposta ao surto de cVDPV2 na Síria continuou em 2018, e a transmissão do vírus foi interrompida com sucesso. Em Papua-Nova Guiné, uma cepa cVDPV1 surgiu, causando vinte e seis casos de pólio em nove províncias, enquanto um único caso diagnosticado de cVDPV1 na vizinha Indonésia resultou de um surto distinto.
Em 2019, foram detectados 176 casos de paralisia por PVS1: 29 no Afeganistão e 147 no Paquistão. No Paquistão, em particular, o número de casos estava aumentando rapidamente e a migração transfronteiriça desempenhou um papel na transmissão da poliomielite entre os dois países. Embora isso fosse um problema em si, também alimentou uma narrativa falsa perigosa em ambas as nações, culpando a outra pela presença e disseminação da poliomielite em seu próprio território. Amostras ambientais no Paquistão revelaram a presença do vírus em oito áreas urbanas, um retrocesso que as autoridades atribuíram principalmente à recusa da vacina. Opositores à vacinação no Paquistão lançaram uma série de ataques em abril, resultando na morte de um vacinador e dois seguranças, enquanto rumores falsos e vídeos fraudulentos relatando toxicidade da vacina também prejudicaram os esforços de vacinação no país. O poliovírus selvagem de origem paquistanesa também se espalhou para o Irã, onde foi detectado em várias amostras ambientais. De maneira geral, os esforços de erradicação da poliomielite no Paquistão e no Afeganistão foram descritos como um "show de horrores", minados por "suspeitas públicas, disputas políticas, má gestão e problemas de segurança".
No terceiro país remanescente onde a poliomielite era classificada como endêmica, a Nigéria, o poliovírus selvagem não foi detectado desde outubro de 2016, e os níveis de vigilância de paralisia flácida aguda (PFA) são suficientes, mesmo em regiões comprometidas pela segurança, sugerindo que a transmissão do PVS pode ter sido interrompida. A erradicação global do PVS3 foi certificada em outubro de 2019, com o vírus não sendo mais visto desde 2012.

Além do ressurgimento do PVS no Paquistão e no Afeganistão, 2019 testemunhou um aumento do cVDPV, com 378 casos. A maioria dos casos foi causada por cepas cVDPV2, que conseguiram surgir ou se espalhar devido à retirada da cepa PV2 do regime de vacinação padrão. Surtos anteriores de cVDPV2 na Nigéria, na República Democrática do Congo e na Somália continuaram em 2019 e se espalharam para países vizinhos, enquanto vários países enfrentaram novos surtos. Além dos dezoito casos de paralisia relatados na Nigéria, os surtos de cVDPV2 no país se espalharam para Benin, Burkina Faso, Chade, Gana, Níger e Togo, enquanto o vírus também foi detectado em amostras ambientais de Camarões e Costa do Marfim. Os surtos contínuos na Somália causaram alguns casos lá e na vizinha Etiópia, com um surto separado na Etiópia adicionando um caso. A República Democrática do Congo teve numerosos surtos novos e contínuos, resultando em mais de 80 casos, enquanto vários surtos novos de cVDPV2 em Angola e na República Centro-Africana geraram mais de cem casos. Surtos individuais novos de cVDPV2 também causaram mais de uma dúzia de casos de paralisia cada no Paquistão e nas Filipinas, enquanto surtos menores atingiram Chade, China e Zâmbia. Um surto separado de cVDPV1 nas Filipinas também causou casos na Malásia, onde o cVDPV2 de origem filipina foi detectado em amostras ambientais, enquanto surtos adicionais de cVDPV1 resultaram em seis casos em Myanmar e um caso no Iêmen.

Países com casos de poliomielite em 2020

Cento e quarenta casos de paralisia por PVS1 foram relatados em 2020, todos no Afeganistão ou Paquistão.
Em março de 2020, a Iniciativa Global de Erradicação da Poliomielite (GPEI) anunciou que os recursos de erradicação da poliomielite estavam sendo redirecionados contra a pandemia de COVID-19, reconhecendo que isso afetaria adversamente seus esforços para erradicar a poliomielite. Todos os esforços de vacinação, tanto de rotina quanto direcionados, foram adiados por vários meses, com a equipe sendo realocada para o controle da COVID-19. Análises estatísticas posteriores indicaram que a pandemia de COVID resultou em quedas de mais de 30% globalmente na vigilância de PFA e ambiental, com apenas 23 dos 43 países prioritários atingindo suas metas de vigilância para 2020. Desafios adicionais incluíram uma teoria da conspiração circulando nas redes sociais afirmando que a vacina contra poliomielite continha coronavírus e movimentos do presidente Donald Trump, dos Estados Unidos, para cortar o financiamento da Organização Mundial da Saúde.
A Nigéria foi removida da lista de países com poliovírus selvagem endêmico em junho de 2020, quatro anos após o último caso registrado no estado de Borno, no norte do país, em 2016. Dois meses depois, a Organização Mundial da Saúde declarou o continente africano livre de poliovírus selvagem. Essa certificação veio após avaliações extensivas das certificações das Comissões Nacionais de Certificação da Poliomielite (NCCs) e confirmação de que pelo menos 95% da população da África havia sido imunizada. O diretor-geral da OMS, Tedros Adhanom, chamou isso de "um grande dia [...] mas não o fim da poliomielite", pois ainda existem grandes surtos contínuos de poliovírus derivado de vacina na África Ocidental e na Etiópia, além de casos selvagens no Afeganistão e Paquistão.
Mais de 1000 casos causados por surtos contínuos e novos de cVDPV2 foram relatados em 2020 em vinte e quatro países, com 31 casos adicionais de cVDPV1 e detecções ambientais em vários outros países sem casos diagnosticados de poliomielite. Enquanto no passado os surtos de cVDPV tendiam a permanecer localizados, foi observada uma disseminação internacional significativa dessas cepas.

### 2021
Em 2021, houve apenas seis casos confirmados de poliovírus selvagem — um no Paquistão, quatro no Afeganistão e um no Malawi.
O ano de 2021 viu uma recuperação parcial dos desafios à vigilância causados pela pandemia de COVID, com 74% dos países de alta prioridade atingindo as metas de vigilância, uma melhoria de mais de 20% em relação ao ano anterior. Março de 2021 também marcou o primeiro uso da vacina nOPV2 modificada em países selecionados, projetada para permitir a vacinação contra o poliovírus da cepa 2 sem o frequente surgimento de cVDPV2 observado com a OPV2 original. A implementação completa não era esperada até 2023.
Apesar da resistência anterior aos esforços de erradicação, após sua tomada do Afeganistão em 2021, o Talibã concordou em permitir que trabalhadores de saúde das Nações Unidas realizassem a vacinação porta a porta em todo o país pela primeira vez em três anos, incluindo o compromisso de permitir a participação de mulheres no esforço e de fornecer garantias de segurança à equipe de erradicação. O único caso do Paquistão foi registrado em janeiro, mas o vírus continuou a ser detectado em amostras ambientais até dezembro, estando presente na maioria das províncias do país durante o ano. O caso no Malawi, o primeiro no país em quase três décadas e o primeiro na África em cinco anos, foi visto como um revés significativo para o esforço de erradicação. Com base na semelhança com uma cepa detectada pela última vez no Paquistão em 2019, acredita-se que o PVS1 tenha circulado sem detecção no país por algum tempo.
Em 2021, os casos relatados de cVDPV2 diminuíram para 685 em 22 países, mais da metade ocorrendo na Nigéria. O vírus também foi encontrado em amostras ambientais ou em pessoas assintomáticas em várias nações africanas e asiáticas adicionais sem casos relatados. Uma análise das cepas de cVDPV2 de 2020 e do primeiro semestre de 2021 atribuiu-as a 38 emergências distintas, representando uma mistura de cepas novas e cepas previamente detectadas que continuaram a circular, enquanto várias cepas anteriormente circulantes não foram mais encontradas. Foram identificados 14 casos de cVDPV1 em Madagáscar e 3 no Iêmen. Nenhum caso de cVDPV3 foi observado, embora tenha sido detectado em amostras ambientais da China, Israel e territórios ocupados adjacentes.

### 2022
Em 2022, houve 30 casos confirmados de PVS1 relatados à OMS, com dois e vinte casos no Paquistão e no Afeganistão, respectivamente, enquanto oito casos não endêmicos foram registrados em Moçambique, os primeiros casos no país desde 1992. Os casos em Moçambique derivaram da cepa de origem paquistanesa que causou dois casos confirmados no Malawi em 2021. Os casos no Paquistão foram os primeiros vistos no país em 15 meses, embora o vírus tenha sido detectado em amostras ambientais durante o período intermediário.
Os efeitos residuais da pandemia de COVID-19 continuaram a ser motivo de preocupação, devido ao risco aumentado de surtos não detectados pela interferência da COVID nos cuidados de saúde de rotina, na detecção de doenças e nas vacinações infantis, bem como a preocupação de que um medo crescente de vacinas, causado em parte pela politização da vacinação e má governança durante a pandemia, possa resultar em um padrão geral de subvacinação, incluindo para a poliomielite. No Paquistão, um fator contribuinte para o ressurgimento de casos de vírus selvagem no país tem sido as ameaças de violência tanto de pessoas com sentimentos antivacina quanto de extremistas religiosos. Um trabalhador de vacinação foi assassinado em março de 2022, e um vacinador e dois policiais acompanhantes que forneciam segurança para uma campanha de vacinação porta a porta foram mortos em junho.
No entanto, a situação melhorou em comparação com anos anteriores, pois o governo e as forças de segurança aumentaram seu foco. Até outubro de 2022, a transmissão endêmica estava restrita a sete distritos no sul de Khyber Pakhtunkhwa, e o número de clusters genéticos circulantes caiu para um, de onze em 2020.
A situação também melhorou no Afeganistão, pois entre 2021 e 2022 o país tornou-se significativamente mais pacífico à medida que o governo consolidava seu controle, embora com bolsões de violência remanescentes.
Casos derivados de vacina continuam a circular, particularmente nas regiões da África e do Mediterrâneo Oriental da OMS. A preocupação está focada na Ucrânia, onde o cVDPV foi detectado em 2021, os esforços de vacinação foram interrompidos devido à invasão russa, e na baixa qualidade da vigilância existente no sudeste da África. Foram observados 684 casos confirmados de cVDPV2 em vinte países durante 2022, além de 189 casos de cVDPV1 e um caso de cVDPV3 em Israel. O primeiro caso desde 2013 foi relatado nos Estados Unidos, ligado a cepas de cVDPV2 encontradas em Israel e no Reino Unido. Em Burundi e na República Democrática do Congo, dois surtos de cVDPV2 que causaram um total de sete casos foram identificados como tendo uma ligação com a vacina nOPV2, os primeiros surtos ligados ao nOPV2 após sua implantação inicial em 2021; segundo uma avaliação relatada pela GPEI, estimou-se que 30–40 surtos adicionais de cVDPV2 teriam ocorrido de março de 2021 a março de 2023 sem a implementação do nOPV2. Cepas virais derivadas de vacina também foram detectadas em amostras ambientais de vários países adicionais sem casos diagnosticados. De fevereiro a maio, traços de cVDPV2 foram descobertos em esgotos em Londres, Reino Unido. Isso levou o Reino Unido a declarar um "incidente nacional". No entanto, as autoridades afirmaram que o risco para o público em geral é "extremamente baixo", e nenhum caso foi relatado.

### 2023
Doze casos de PVS1 foram relatados em 2023, seis no Afeganistão e no Paquistão cada. Além disso, 187 amostras ambientais positivas foram relatadas nesses países. Houve 391 casos confirmados de cVDPV2 relatados à OMS em 2023, em 22 países, dezenove dos quais localizados na África subsaariana, com apenas alguns casos na Indonésia, Iêmen e Israel sendo a exceção. O cVDPV1 agora está concentrado em três países, 105 casos na República Democrática do Congo, 24 em Madagáscar e quatro em Moçambique. Nenhum vírus cVDPV3 foi detectado há dois anos.
O Conselho Independente de Monitoramento da GPEI, em seu Relatório de Setembro de 2023, mencionou uma transmissão endêmica contínua, geograficamente restrita, no leste do Afeganistão e nos distritos do sul da província de Khyber Pakhtunkhwa no Paquistão.
Apenas um cluster genético de poliomielite selvagem permanece no Afeganistão, com uma imunidade muito melhorada (>90%) da população. Os níveis de acesso no país são os melhores desde 2018.
No entanto, um grande grupo de crianças não vacinadas permanece na província de Candaar, podendo levar a um grande surto, caso o vírus reapareça lá.
No Paquistão, estima-se que a circulação de longa data e intratável do poliovírus na maioria dos reservatórios endêmicos tradicionais tenha sido eliminada. Contudo, uma amostra ambiental positiva em Carachi, após mais de um ano sem casos, levantou preocupações sobre a qualidade da campanha de vacinação no Paquistão.
O relatório concluiu que era altamente provável que a meta de interromper a transmissão do poliovírus selvagem em 2023 fosse perdida e era certo que acabar com a transmissão do poliovírus derivado de vacina não seria possível neste ano.

### 2024
Até 24 de fevereiro de 2025, foram relatados 99 casos de PVS1, sendo 74 do Paquistão e 25 do Afeganistão. Além disso, 649 amostras ambientais positivas foram coletadas no Paquistão e 119 no Afeganistão.
Foram encontrados 278 casos de cVDPV2 em dezessete países diferentes, todos na África subsaariana, exceto pela Indonésia no Sudeste Asiático, e Iêmen e Palestina na Ásia Ocidental. Além disso, dezessete países tiveram amostras ambientais positivas de cVDPV2, mas sem casos confirmados: Costa do Marfim, Djibouti, Egito, Guiné Equatorial, Finlândia, Gâmbia, Alemanha, Gana, Quênia, Moçambique, Polônia, Senegal, Serra Leoa, Espanha, Sudão, Uganda, Reino Unido e Zimbábue. A França teve uma amostra ambiental positiva de cVDPV3.
Dez casos de cVDPV1 foram detectados na República Democrática do Congo e um em Moçambique.

Após um ano e meio sem casos, o cVDPV3 reapareceu com quatro novos casos na Guiné entre setembro e novembro.

### 2025
Em 5 de março de 2025, havia 7 casos relatados de PVS1, sendo 6 do Paquistão e 1 do Afeganistão. Além disso, 87 amostras ambientais positivas foram coletadas no Paquistão e 9 no Afeganistão.

### Planos Pós-Erradicação
Em 2023, o PVS2 e o PVS3 foram certificados como erradicados.:7
A certificação da erradicação do poliovírus selvagem exige três anos consecutivos sem relatos de casos, na presença de redes confiáveis de vigilância de doenças. A partir da certificação da erradicação do PVS, a estratégia pós-certificação entrará em vigor,:6 com as prioridades do programa mudando para a preparação para surtos e contenção de material viral existente, em vez de doenças circulantes.:40 A vacinação para PVS1 cessará um ano após a certificação da erradicação, e a erradicação do poliovírus derivado de vacina está então prevista para 2030.:21
Sempre que possível, o número de instalações que conduzem operações com poliovírus deve ser reduzido significativamente; e o uso de poliovírus selvagem deve ser abandonado completamente em favor de cepas atenuadas geneticamente estabilizadas, onde possível. Em maio de 2021 existiam 74 Instalações Essenciais de Poliovírus (PEFs) designadas em 24 países:41 onde o trabalho com poliovírus pode ser realizado. Essas instalações estão atualmente envolvidas na produção de materiais para auxiliar a iniciativa de erradicação e realizam pesquisas cruciais que podem prevenir futuros surtos. Após a certificação, essas instalações retêm os equipamentos e materiais para continuar a produção de vacinas em caso de liberação deliberada ou acidental.:17 O trabalho com poliovírus fora das PEFs será proibido, e os estoques em laboratórios que não são designados como PEFs devem ser transferidos para uma PEF ou destruídos.:26
Até 2022, todos os estoques de PVS2 foram transferidos para PEFs e a contenção total está em vigor. Todas as outras cepas estão em um status transitório.:35